# Esteban Chaves
Jhoan Esteban Chaves Rubio (Bogotá, 17 de enero de 1990) es un ciclista de ruta colombiano, profesional desde 2009 y miembro del equipo estadounidense EF Education-EasyPost de categoría UCI WorldTeam.

## Biografía

### Inicios
Durante su niñez vivió junto a su familia en Bogotá en barrios de la localidad de Engativá tales como Villas de Granada, Garcés Navas, y Quirigua. Antes de que se trasladaran al municipio de Tenjo.
Empezó muy joven en el bicicrós, deporte que practicaba en el Parque el Salitre en Bogotá.
Como amateur corrió por el equipo Trek Bike House con destacada actuación, especialmente en la montaña.
En el 2011 defendiendo a la Selección de Colombia ganó el Tour del Porvenir, se ubicó segundo en la clasificación de la montaña, cuarto en la clasificación por puntos y se ubicó segundo en la clasificación por equipos.
Posteriormente también creó su propio club ciclista, Esteban Chaves Formación Ciclista.

### 2012-2014
Fue fichado en 2012 por el Colombia de categoría profesional continental donde ganó el Gran Premio Ciudad de Camaiore y la última etapa de la Vuelta a Burgos, carrera en la que terminó tercero. El 16 de febrero de 2013 en el Trofeo Laigueglia se fracturó la clavícula, dejándolo fuera de competición por el resto de la temporada. Con este accidente, perdió la movilidad total de su brazo derecho, e incluso estuvo cerca de abandonar el ciclismo, pero luego de una operación en los nervios de esa extremidad y varios meses de recuperación, logró recuperar el movimiento en este.
En octubre de 2013 fue confirmado su fichaje por el equipo australiano Orica GreenEDGE. Para la temporada 2014 consiguió dos victorias de etapa, una en el Tour de California y la otra en la Vuelta a Suiza; debutó en la Vuelta a España, siendo también su primer gran vuelta, su mejor resultado en esta carrera fue en la sexta etapa, donde llegaría en séptimo lugar. Además tuvo destacada actuación al final de la temporada en el Tour de Pekín, llegando a ser el mejor joven de la carrera y quedar tercero en la general por detrás de Philippe Gilbert y Daniel Martin.

### 2015: 5.º en la Vuelta y explosión
Participó en el Giro de Italia, donde logró vestirse con la camiseta del mejor joven en la etapa 4, durante un día.

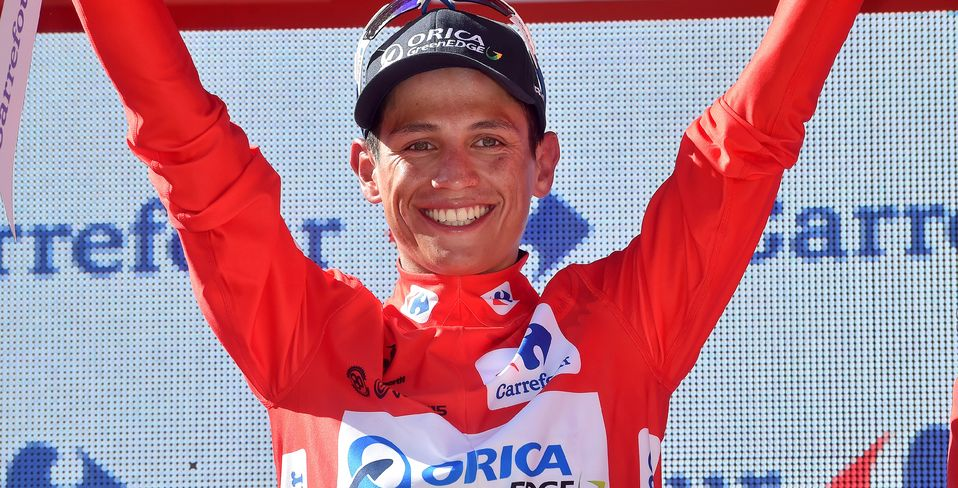
Chaves, con camiseta roja de líder al final de la 2.ª etapa de la Vuelta a España 2015

En la Vuelta a España 2015 inicia con el pie derecho, logrando una gran victoria en la segunda etapa con un remate espectacular en el último kilómetro en ascenso, colocándose además la camiseta roja de líder de la competición. Consigue defender su liderato por dos etapas más pero en la quinta etapa es superado en la general por el corredor holandés Tom Dumoulin, sin embargo, en la sexta etapa, en una carrera emocionante, consigue una nueva victoria y nuevamente el liderato de la general. Tras estar otros tres días con el liderato, lo perdió definitivamente en la novena etapa camino a Cumbre del Sol, aunque siguió en un gran puesto en la clasificación general. Finalmente fue 5.º en esta clasificación, pues en la penúltima etapa, Dumoulin no pudo seguir el ritmo de sus principales contrincantes y perdió el liderato, terminando sexto en la general.
Posteriormente se consagró campeón del Tour de Abu Dhabi, ganando también una etapa en esta competencia.

### 2016: Podio en Giro y Vuelta y consolidación
A principios de año, Chaves establecería como sus objetivos principales para la temporada 2016 correro el Giro de Italia y la Vuelta a España.
Previamente al Giro de Italia, correría la Tirreno-Adriático, quedando en la general en una trigésima posición.

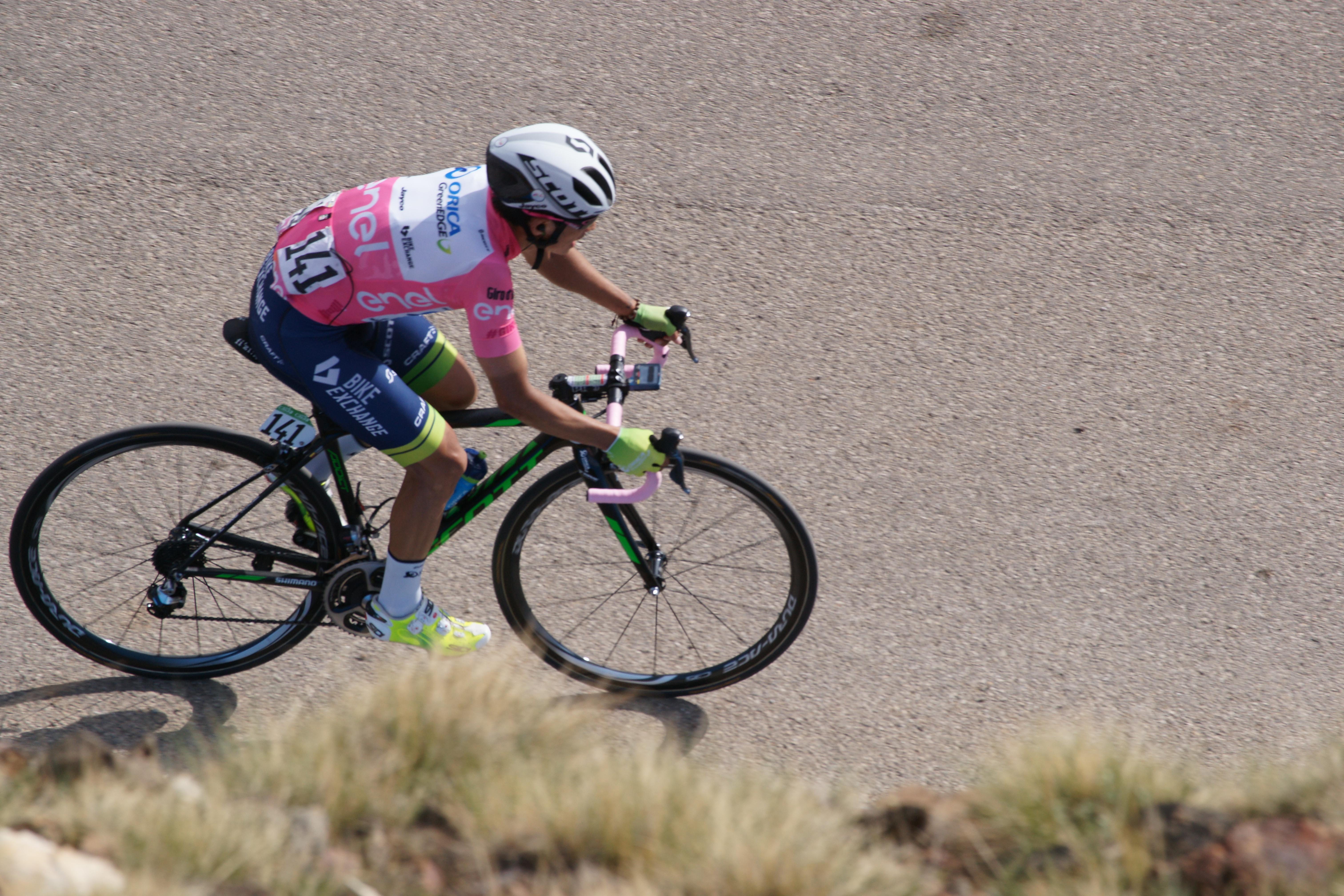
Chaves, con la maglia rosa en la etapa 20 del Giro de Italia 2016

Se presentaba al Giro de Italia 2016 con el objetivo de conseguir su primer podio en Grandes Vueltas, y que estaba en el ramillete de esos candidatos a conseguirlo al final de la ronda italiana. Sin cometer grandes errores, se plantaría en la última decena de días con posibilidades de alzarse con la victoria. Ganaría la decimocuarta etapa del Giro de Italia 2016, a la par que el holandés Steven Kruijswijk se vestía con la maglia rosa, colocándose a menos de dos minutos del liderato. En la cronoescalada del día siguiente perdería tiempo con el líder, alejándolo del liderato a dos minutos y quince segundos. Tras el último día de descanso, en la decimosexta etapa, con final en Andalo, tras un inicio de etapa anárquico, con constantes ataques entre los líderes, al que no entró Esteban por sus malas sensaciones tras el día de descanso. Conseguiría salvar su segunda posición gracias al trabajo de su equipo, en su aproximación a los escapados donde iban el líder Steven Kruijswijk, Alejandro Valverde o Vincenzo Nibali. Se quedaría a 3 minutos del liderato. Tras dos etapas de transición, y a falta de tres etapas para el final, el Orica GreenEDGE tomaría el mando del pelotón en la subida al col d'Agnello, subida anterior a la subida final a Risoul, perteneciente a la decimonovena etapa. Tras una primera selección en la que se quedaron el entonces líder Steven Kruijswijk y Alejandro Valverde con Esteban, y que se descolgaba el italiano Vincenzo Nibali, se reagruparía los máximos favoritos por no darle continuidad estos tres. Se regaruparían en un solo grupo en los que estaban Esteban, Steven Kruijswijk, Alejandro Valverde, Vincenzo Nibali, Ilnur Zakarin, Rafał Majka,  etc. En una segunda selección de grupo por un ataque de Vincenzo Nibali, se quedarían solos Esteban Chaves, Steven Kruijswijk y el italiano, coronando estos tres solos con medio minuto de ventaja con el grupo encabezado por Alejandro Valverde. En la bajada, Vincenzo Nibali y Esteban Chaves bajando y buscando poner nervioso a la maglia rosa, que acabaría con una desastrosa caída Steven Kruijswijk. El italiano, beneficiándose del trabajo de su compañero de equipo Michele Scarponi, ganaría en solitario la etapa. Esta etapa tendría un sabor agridulce para Esteban Chaves, ya que se vestiría con la maglia rosa, pero veía reducida a tan solo 44 segundos la desventaja con el italiano Vincenzo Nibali, a falta de la penúltima y decisiva etapa de montaña. En la penúltima etapa del Giro de Italia, y última de montaña, con llegada en Sant'Anna di Vinadio, finalizaría la etapa a 1 minuto y 36 segundos de Vincenzo Nibali. El italiano le arrebataría in extremis la maglia rosa a Esteban. Aun así, acabaría contento, ya que era su primer podio en Grandes Vueltas.
En los Juegos Olímpicos de Río de Janeiro 2016, fue el único de los cinco colombianos que terminó la prueba, ocupando el puesto N.º. 21.
Logró la tercera plaza en la Vuelta a España, gracias a que en la penúltima etapa lanzó un imprevisto, pero contundente ataque que logró fructificar, arrebatándole el puesto a Alberto Contador, con lo que logra hacer podio con su compatriota Nairo Quintana, primero en la prueba.
Durante el otoño consigue dos importantes triunfos: el 24 de septiembre el Giro de Emilia, convirtiéndose en el tercer colombiano en ganar esa prueba; y el 1 de octubre el Giro de Lombardía, tras un sprint frente a Diego Rosa y Rigoberto Urán, siendo en el primer ciclista no europeo en ganar esa carrera, y en el primer latinoamericano en ganar uno de los cinco monumentos del ciclismo.

### 2017
La primera parte de la temporada la comenzó compitiendo en Australia, en el Tour Down Under, donde se destacó en las etapas de montaña y finalmente ocupó el segundo puesto en la clasificación general, detrás del australiano Richie Porte. También participó en la Cadel Evans Great Ocean Road Race y en el Herald Sun Tour, donde ocupó la 9° casilla en la general y el triunfo se lo llevó su compañero de equipo Damien Howson.
En febrero, se llevó a cabo el Campeonato Nacional de ruta en Colombia, en honor a él, sin embargo, no pudo participar debido a una lesión de rodilla. Esto hizo que se perdiera algunas competiciones que estaban programadas durante la primera parte de su calendario. Regresó a la competencia en el Critérium del Dauphiné, y posteriormente tomó la partida en el Tour de Francia, que se convertiría en su primera participación en esta competencia.
Participó por primera vez en el Tour de Francia donde no tuvo su mejor presentación debido a que no tenía suficiente ritmo competitivo, actuó como gregario para su compañero Simon Yates y finalmente ocupó la posición 62 en la clasificación general.
Posteriormente, compitió en la Vuelta a España, donde tuvo una buena primera semana e incluso estuvo en la disputa de la etapa 9 en esta competencia, mano a mano con Chris Froome, que terminó ganando el británico. En la segunda y tercera semana de la carrera, cedió varios minutos en la contrarreloj y las etapas de montaña, finalizando en la posición 11 de la clasificación general.
En octubre corrió en el Giro de Emilia, faltando pocos kilómetros para finalizar la competencia, Chaves realizó un ataque en un corto descenso y tuvo una fuerte caída que derivó en fractura de su escapula derecha. De esta manera, dio por terminada su temporada para iniciar con su recuperación.

### 2018
Esteban Chaves, inició su temporada en la carrera Australiana el Herald Sun Tour, donde consiguió hacerse con la victoria de la clasificación general y un triunfo de etapa, demostrando que era una nueva oportunidad para brillar. Se trazó participar en el Giro d´Italia y la Vuelta a España, por lo cual utilizó carreras de preparación como la París-Niza y la Vuelta a Cataluña siendo gregario de los hermanos Yates. El 4 de mayo, comenzó su participación en el Giro. En la primera etapa montañosa con llegada al volcán del Etna, entró en la fuga junto a su compatriota Sergio Luis Henao del Sky, atacando a 5 kilómetros de meta, yéndose en solitario, para luego ser alcanzado por su compañero de equipo Simon Yates, quien al final cedió el triunfo de la etapa, suficiente para que Chaves se trepara al tercer puesto de la general y fuera el líder de la clasificación de la montaña, mientras que su compañero británico quedaba como el nuevo líder de la clasificación general.
Tres días más tarde en otra llegada en alto (al Gran Sasso) consiguió el tercer puesto de la etapa ganada por el líder Yates y avanzó a la segunda plaza de la general, pues tomó el tiempo suficiente a Tom Dumoulin, quien ocupaba dicha casilla. Todo pintaba para que el corredor del Mitchelton-Scott, pudiera tener un lugar en el podio, sin embargo el día después de la jornada de descanso, sufrió un desfallecimiento, que le hizo ceder más de 25 minutos perdiendo todas las opciones de pelear por el triunfo final.

### 2021
Empezó con una participación destacada en la vuelta a Cataluña, en donde se destaca su victoria en la cuarta etapa, la etapa reina, que tras un potente ataque en el último puerto de montaña logra su victoria 16 en su carrera, quedando, para esta carrera, con un parcial sexto puesto y líder temporal de clasificación de la montaña.

## Palmarés
| 2011 - Tour del Porvenir 2012 - 1 etapa de la Vuelta a Burgos - Gran Premio Ciudad de Camaiore 2014 - 1 etapa del Tour de California - 1 etapa de la Vuelta a Suiza 2015 - 2 etapas de la Vuelta a España - Tour de Abu Dhabi, más 1 etapa 2016 - 2.º en el Giro de Italia, más 1 etapa - 3.º en la Vuelta a España - Giro de Emilia - Giro de Lombardía | 2018 - Herald Sun Tour, más 1 etapa - 1 etapa del Giro de Italia 2019 - 1 etapa del Giro de Italia 2021 - 1 etapa de la Volta a Cataluña 2022 - 2.º en el Campeonato de Colombia Contrarreloj - 3.º en el Campeonato de Colombia en Ruta 2023 - Campeonato de Colombia en Ruta |

## Resultados en Grandes Vueltas y Campeonatos del Mundo
Durante su carrera deportiva ha conseguido los siguientes puestos en las Grandes Vueltas y en Clásicas y Campeonatos:

### Grandes Vueltas
| Carrera | Carrera         | 2011 | 2012 | 2013 | 2014 | 2015 | 2016 | 2017 | 2018 | 2019 | 2020 | 2021 | 2022 | 2023 | 2024 |
| ------- | --------------- | ---- | ---- | ---- | ---- | ---- | ---- | ---- | ---- | ---- | ---- | ---- | ---- | ---- | ---- |
|         | Giro de Italia  | —    | —    | —    | —    | 55.º | 2.º  | —    | 72.º | 40.º | —    | —    | —    | —    | 35.º |
|         | Tour de Francia | —    | —    | —    | —    | —    | —    | 62.º | —    | —    | 23.º | 13.º | —    | Ab.  | —    |
|         | Vuelta a España | —    | —    | —    | 41.º | 5.º  | 3.º  | 11.º | —    | 19.º | 27.º | —    | Ab.  | —    | —    |

### Clásicas y Campeonatos
| Strade Bianche          | Strade Bianche          | — | —     | —             | —             | 21.º          | —    | —             | —             | —             | —             | —    | —   | —    | —    | —  |    |    |
| Amstel Gold Race        | Amstel Gold Race        | — | —     | —             | —             | —             | —    | —             | —             | —             | —             | 65.º | —   | —    | —    | —  |    |    |
| Flecha Valona           | Flecha Valona           | — | 127.º | —             | —             | 45.º          | —    | —             | —             | —             | —             | 8.º  | —   | 20.º | —    | —  |    |    |
|                         | Lieja-Bastoña-Lieja     | — | —     | —             | —             | 68.º          | —    | —             | —             | —             | —             | 14.º | —   | 45.º | —    | —  |    |    |
| Gran Premio de Quebec   | Gran Premio de Quebec   | — | —     | —             | —             | —             | —    | —             | —             | —             | X             | X    | —   | 63.º | —    |    |    |    |
| Gran Premio de Montreal | Gran Premio de Montreal | — | —     | —             | —             | —             | —    | —             | —             | —             | X             | X    | —   | Ab.  | —    |    |    |    |
|                         | Giro de Lombardía       | — | Ab.º  | —             | —             | —             | 1.º  | —             | —             | 70.º          | —             | —    | —   | 75.º | —    |    |    |    |
| JJ. OO. (Ruta)          | JJ. OO. (Ruta)          | X | —     | No se disputó | No se disputó | No se disputó | 21.º | No se disputó | No se disputó | No se disputó | No se disputó | 45.º | ND  | ND   | —    | ND | ND | ND |
| Mundial en Ruta         | Mundial en Ruta         | — | —     | —             | 70.º          | —             | —    | —             | —             | 38.º          | 32.º          | 64.º | —   | —    | —    |    |    |    |
| Colombia en Ruta        | Colombia en Ruta        | — | —     | —             | —             | —             | —    | —             | —             | —             | 5.º           | —    | 3.º | 1.º  | 27.º | —  |    |    |
| Colombia en CRI         | Colombia en CRI         | — | —     | —             | —             | —             | —    | —             | —             | —             | 5.º           | —    | 2.º | —    | —    | —  |    |    |

—: No participa

Ab.: Abandona

X: No se disputó

## Récords y marcas personales
- Su triunfo en el Giro de Lombardía 2016, le permitió establecer las siguientes marcas:
  - Primer ciclista no europeo en ganar el Giro de Lombardía
  - Primer ciclista latinoamericano en ganar un Monumento de Ciclismo

## Equipos
- Colombia es Pasión (2009-2011)
- Colombia Coldeportes (2012-2013)
- Orica/Mitchelton/BikeExchange (2014-2021)
  - Orica-GreenEDGE (2014-2016)
  - Orica-BikeExchange (2016)
  - Orica-Scott (2017)
  - Mitchelton-Scott (2018-2020)
  - Team BikeExchange (2021)
- EF Education-EasyPost (2022-)